# Cinthia Régia Gomes do Livramento
Cinthia Régia do Livramento Gomes (Manaus, 1964 - Manaus, 13 de maio de 2010) foi uma pedagoga, professora e brasileira. Ela serviu como Secretária de Educação do Estado do Amazonas de 30 de março de 2010 até a data de sua morte, em 13 de maio do mesmo ano.
Cinthia Régia do Livramento Gomes foi morta em um acidente aéreo em um avião de pequeno porte em Manaus, capital do estado brasileiro do Amazonas, em 13 de maio de 2010, aos 46 anos. O avião, que havia sido fretado pela Secretaria de Educação do Amazonas, do qual Cinthia Régia era a Secretária, estava programado para viajar de Manaus para a cidade de Maués, no interior do Amazonas, distante cerca de 350 km ao leste da capital. O avião despenhou-se pouco tempo depois de decolar do Aeroporto Internacional Eduardo Gomes, por motivos desconhecidos, no bairro Zumbi dos Palmares, resultando na morte de Cinthia Régia, do piloto e de outras quatro pessoas, servidoras públicas. Todos os corpos foram carbonizados. Cinthia havia assumido a Secretaria de Educação há apenas 45 dias e viajaria até Maués para a inauguração de uma escola. O governador do Amazonas, Omar José Abdel Aziz declarou três dias de luto após do acidente. Cinthia Régia era casada com José Roberto Pinto Serrão.